# Teresita González Quevedo
María Teresa González Quevedo (Madrid, 12 de abril de 1930-8 de abril de 1950), conocida como Teresita González, fue una religiosa española perteneciente a las Carmelitas de la caridad. El 9 de junio de 1983 fue proclamada venerable por Juan Pablo II.

## Biografía
Su madre fue María del Carmen Cadarso y González, nieta del almirante Luis Cadarso y Rey, que murió en la batalla de Cavite en Filipinas en 1898, y su padre fue Calixto González Quevedo, que era un médico madrileño. Además de ella, que era la hija pequeña, el matrimonio tuvo un hijo, Luís, y una hija, Carmen. Dentro del núcleo familiar, dos hermanos del padre fueron jesuitas y una tía profesora en el Colegio Vedruna de las Carmelitas de la Caridad en Carabanchel. Esto junto con su educación familiar profundamente religiosa le llevó a su devoción hacía la Virgen.
Al estallar la Guerra Civil la familia se trasladó a Valladolid donde se va al colegio de las Hermanas Carmelitas de la Caridad. Tras esta estancia, se mudaron a Santander y, en noviembre de 1939, regresaron a Madrid, donde estudió en el colegio de San Francisco el Grande. En febrero de 1947, González realizó unos ejercicios espirituales estando interna en el Colegio de las Esclavas del Sagrado Corazón de Madrid.
Con 17 años comunicó a sus padres el deseo de entrar al Noviciado de las Carmelitas de la Caridad y el 23 de febrero de 1948 comenzó su etapa como postulante y novicia. En mayo de 1949, cayó enferma y sufrió pleuresía aguda. En enero de 1950, se la diagnosticó meningitis tuberculosa, y su estado de salud empeoró. Al momento de recibir la extremaunción simultáneamente profesó los votos de religiosa. Falleció el 8 de abril de 1950 con 19 años.

## Reconocimientos
Desde febrero de 1948, vivió en el noviciado de Carabanchel Bajo, de las Carmelitas de la Caridad, donde poco antes de morir en 1950 pronunció los votos de religiosa profesa, recibiendo el sacramento de la eucaristía junto a los votos. El 9 de junio de 1983, González fue proclamada venerable por el Papa Juan Pablo II, por lo que quedó abierto el procedimiento para su canonización. En Anaco (Venezuela) una institución educativa privada lleva su nombre como reconocimiento a los valores que representa. 
En 1960, el Ayuntamiento de Madrid dio el nombre de González a una calle situada en el madrileño barrio de Cuatro Caminos dentro del distrito de Tetuán. También lleva su nombre el jardín situado en la confluencia de la calle Teresita González Quevedo con la calle Capitán Haya.